# پوست مرکبات

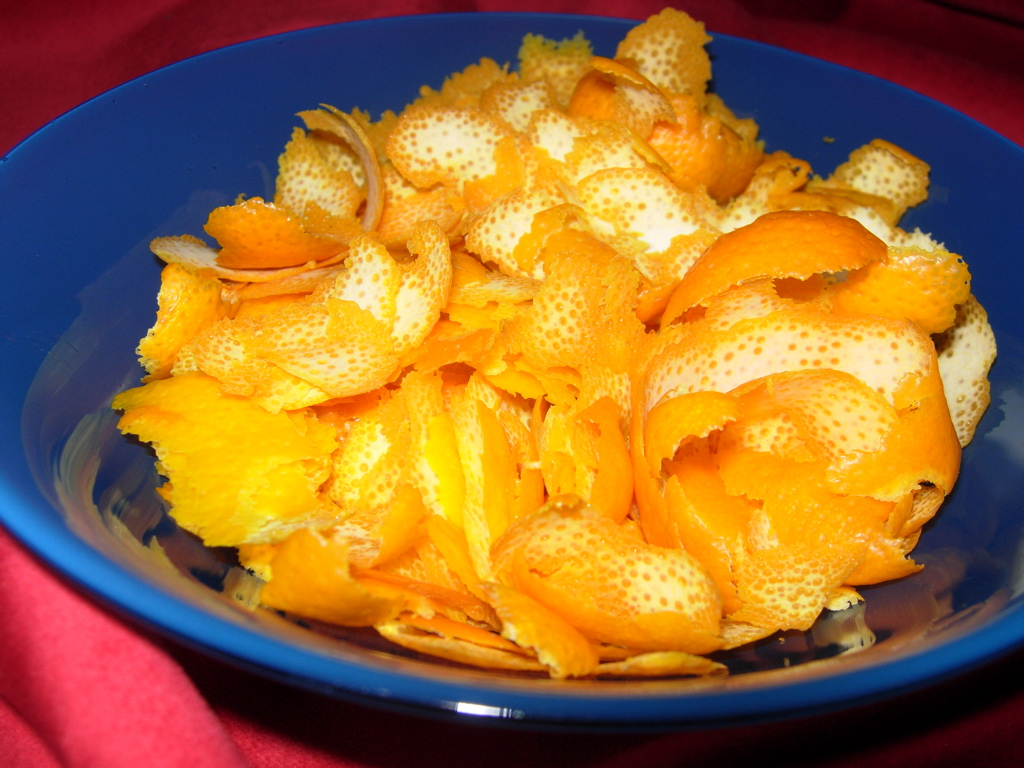
پوست پرتقال

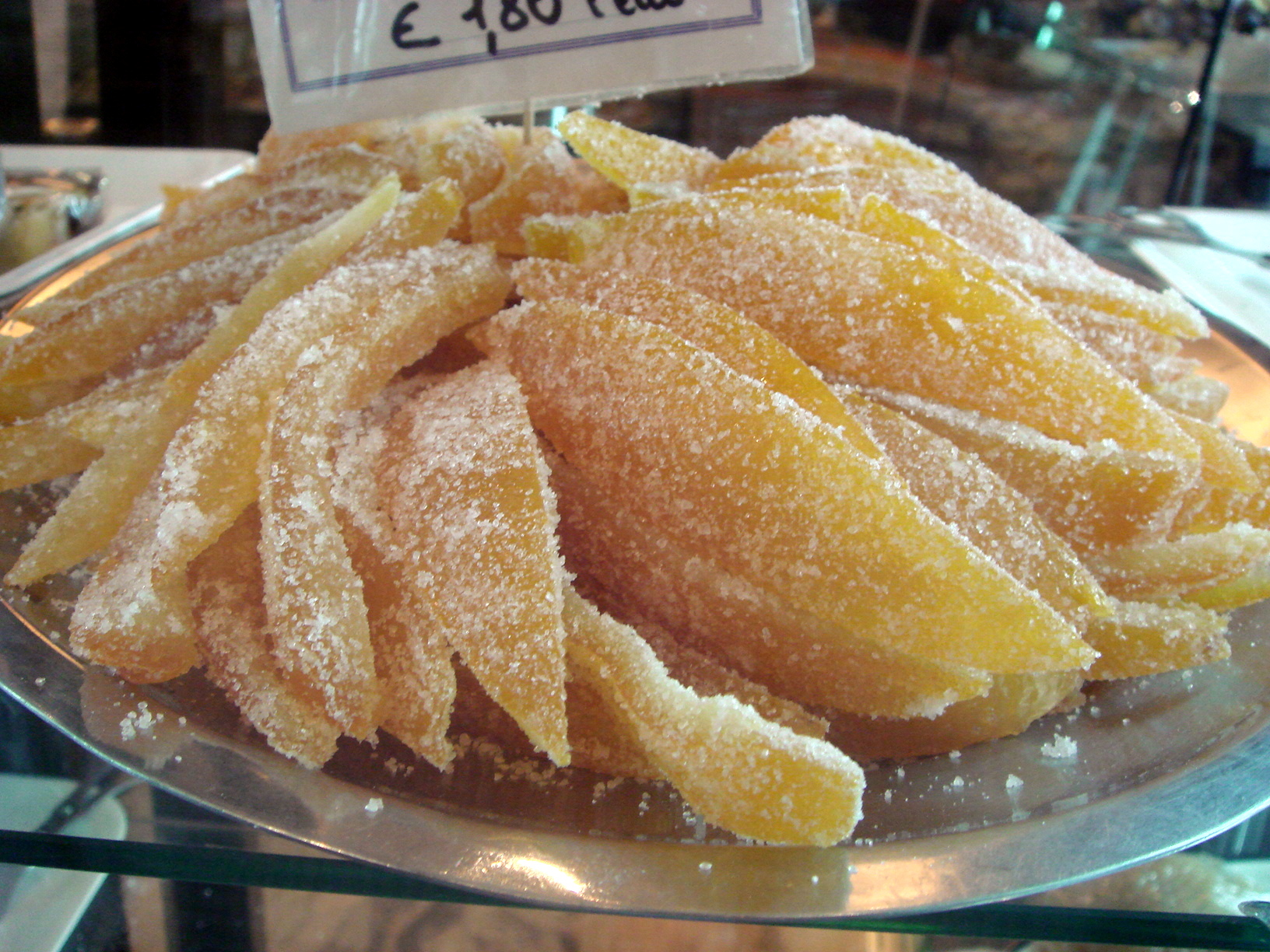
پوست پرتقال شکری

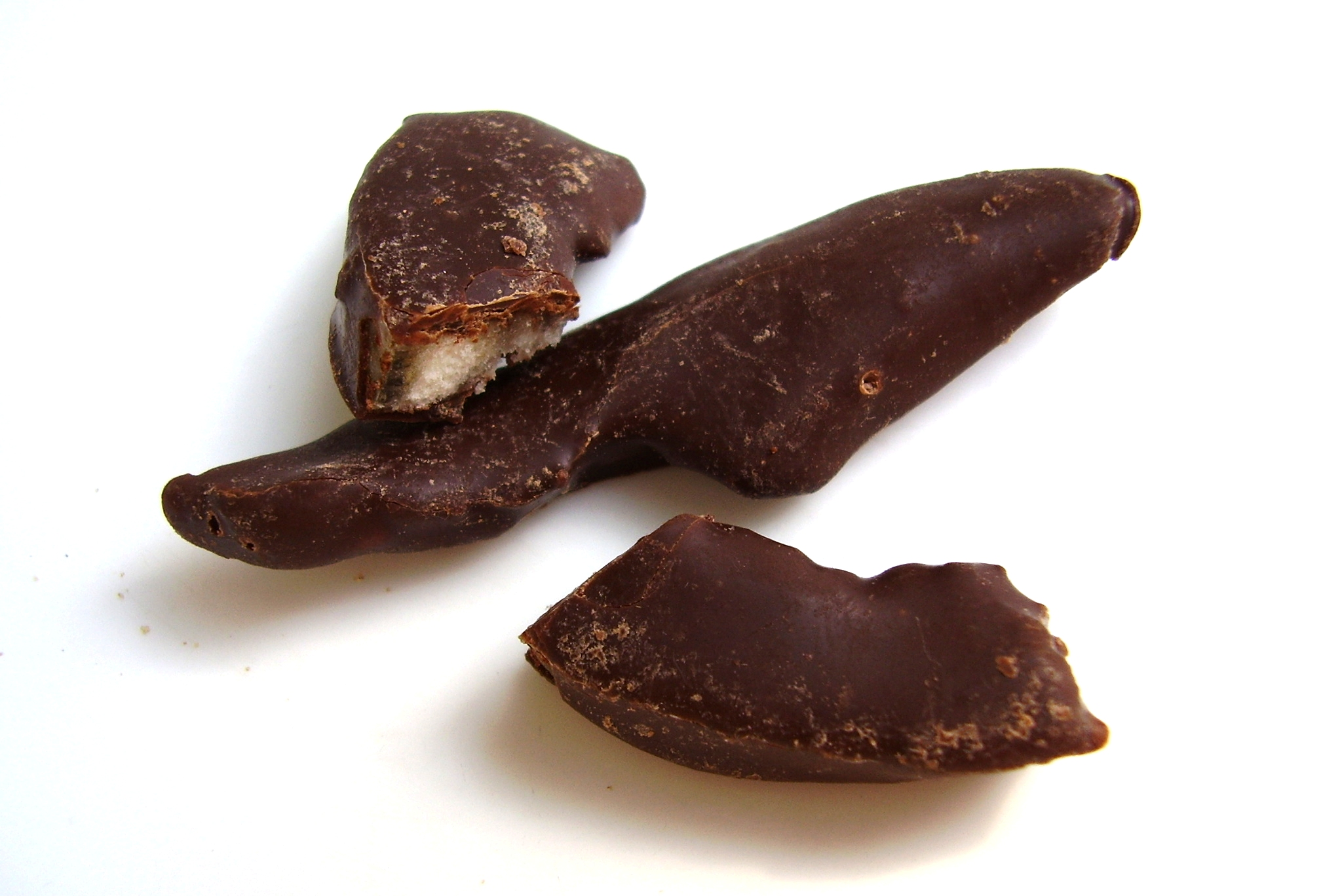
پوست پرتقال پوشانده شده باشکلات

پوست مرکبات (به انگلیسی: Orange Peel) معمولاً به صورت خشک در صنعت صنعت شیرینی‌سازی و به عنوان یک گیاه دارویی در درست کردن دم‌نوش بکار برده می‌شود. در تهیهٔ دمنوش برخلاف شیرینی‌سازی به پوست مرکبات شکر اضافه نمی‌شود. مرکبات هم دارای طعم شیرین و هم غیرشیرین هستند. پوست مرکبات غیرشیرین برای نمونه نارنج (که به ‌آن «پرتقال تلخ» هم می‌گویند)، از نظر داشتن خواص دارویی ارزش بیشتری از نوع شیرینِ مرکبات دارد. دمنوش پوست مرکبات اثر آرام‌بخشی قوی دارد و در رفع بی‌خوابی مؤثر است. پوست مرکبات در درست کردن چای‌های ترکیبی گیاهی بسیار کاربرد دارد. در تسهیل عمل هضم و بهبود عملکرد معده تأثیر داشته، در رفع اسهال بکار می‌رود. در بهبود سندرم روده تحریک‌پذیر تأثیر دارد. به صورت شربت برای تسکین سرفه بکار می‌رود.